# Timana conspersata
Timana conspersata är en fjärilsart som beskrevs av Kirby 1896. Timana conspersata ingår i släktet Timana och familjen mätare. Inga underarter finns listade i Catalogue of Life.